# John Hench
John Hench (* 29. Juni 1908 in Cedar Rapids, Iowa; † 5. Februar 2004 in Burbank, Kalifornien) war ein amerikanischer Illustrator, Storyboard Artist und Production Designer. Er war einer der ersten Zeichner der Walt Disney Company, wirkte an zahlreichen Trickfilmklassikern wie Dumbo, Peter Pan oder Cinderella mit und war nach dem Tode Walt Disneys 1966 maßgeblich an der Entwicklung der Disneyland-Themenparks beteiligt. John Hench war der „offizielle“ Maler der Micky Maus und fertigte das jeweilige Porträt der weltberühmten Comic-Figur zu dessen 25., 50., 60. und 75. Geburtstag.

## Leben und Wirken

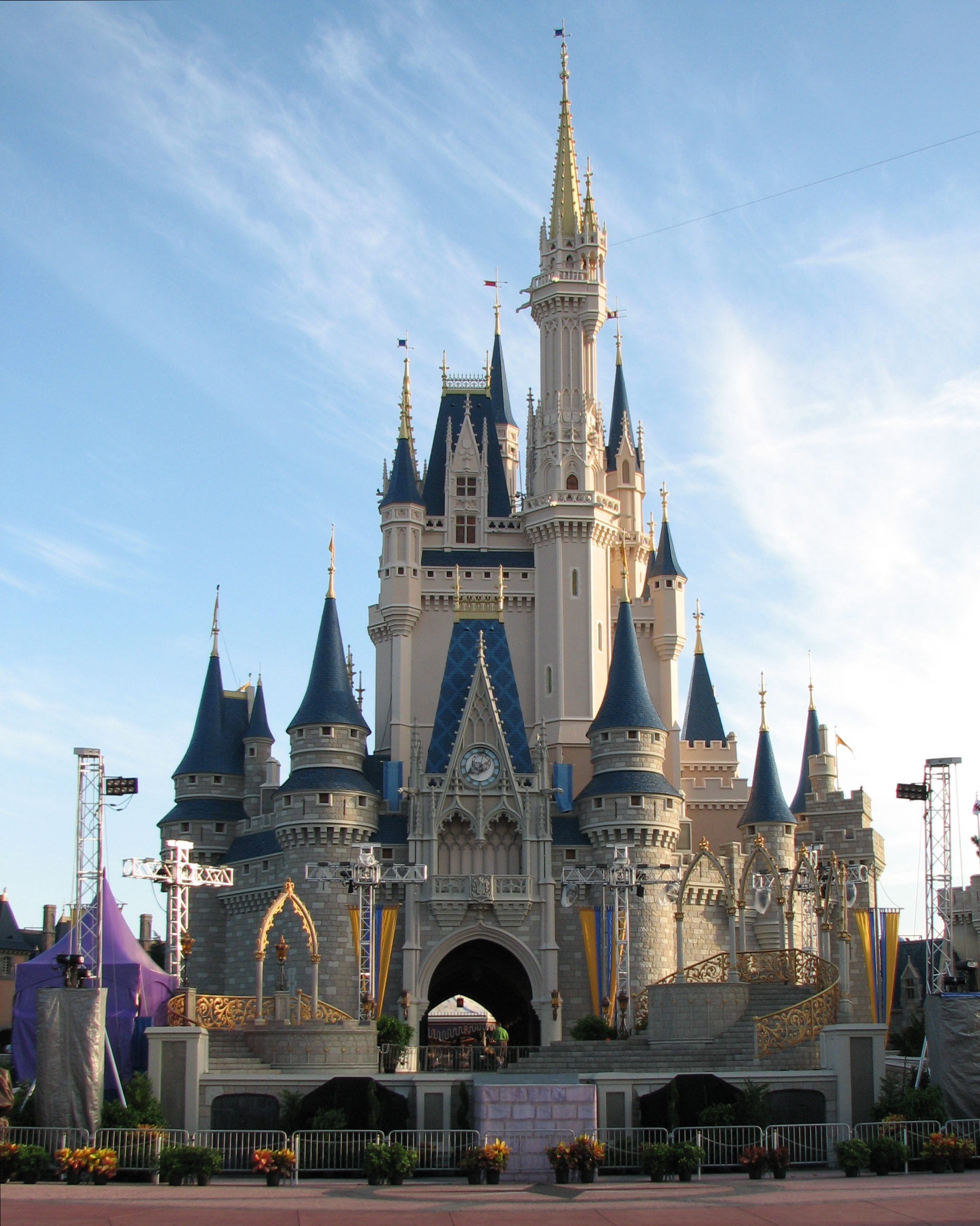
Das bekannte Cinderella Castle beruht auf Entwürfen von John Hench

John Hench besuchte in seiner Jugend zahlreiche Kunstschulen, so unter anderem die Art Students League in New York, das Otis Art Institute und das Chouinard Art Institute in Los Angeles sowie das San Francisco Art Institute. 1939 begann Hench als „Storyboard Artist“ in der Animationsabteilung (Animation Department) des Walt Disney Studios, wo er in Zusammenhang mit der Produktion zu Fantasia insbesondere für die Layouts und Spezialeffekte verantwortlich war. 1945/46 machte er Bekanntschaft mit Salvador Dalí, mit dem er das Drehbuch und Storyboard für den surrealistischen Kurzfilm Destino konzipierte, der allerdings erst 2003 realisiert werden sollte. 1954 wirkte Hench am Szenenbild (unkreditiert) und an den Animationssequenzen der Jules-Verne-Verfilmung 20.000 Meilen unter dem Meer mit. Für die Kampfszenen im Meer entwickelte er einen gigantischen hydraulischen Riesenkalmar. Der Film wurde im Folgejahr mit dem Oscar für Beste Visuelle Effekte prämiert. Mit Abschluss der Dreharbeiten wechselte Hench als Chefdesigner zu WED Enterprises (später Walt Disney Imagineering) um Attraktionen für eine neuartige Form des Vergnügungsparks zu entwickeln: Disneyland. Für das Magic Kingdom des ersten Disneylands in Anaheim entwarf er unter anderem das signifikante Cinderella Castle oder die Space Mountains. Nach dem Tod Walt Disneys im Jahre 1966 war Hench federführend an der Gestaltung weiterer Themenparks beteiligt: so arbeitete er beispielsweise an der Entwicklung des visionären Epcot Centers (1982 eröffnet) oder an Tokyo Disneyland (1983) als dem ersten Disneypark außerhalb der USA mit.
1990 wurde Hench von dem Disney-CEO Michael Eisner mit dem Disney Legend Award, der höchsten Auszeichnung des Konzerns, geehrt. 1998 erhielt er den THEA Award der Themed Entertainment Association (TEA) für sein Lebenswerk. Hench war noch bis kurz vor seinem Tod im Hauptquartier von Walt Disney Imagineering im kalifornischen Glendale aktiv. Sein Name ist eng mit der Entstehungsgeschichte des Disney-Imperiums verbunden. John Hench starb am 5. Februar 2004 in einem Krankenhaus in Burbank an Herzversagen.

## Sonstiges
Aufgrund einer gewissen Ähnlichkeit mit Walt Disney und seiner Präsenz in den Disneyparks wurde Hench von Besuchern oft für Disney selbst gehalten und gebeten, Autogramme zu schreiben oder für Fotos zu posieren.
Eine der bekanntesten Arbeiten von John Hench ist seine Version der Olympic Torch, der olympischen Fackel, die er 1960 für die VIII. Olympischen Winterspiele in Squaw Valley entwarf und an der viele spätere Gestaltungen angelehnt sind.

## Filmografie (Auswahl)
- 1941: Dumbo (Dumbo) – Storyboard und Kolorierung
- 1944: Drei Caballeros (Three Caballeros) – Storyboard und Kolorierung
- 1946: Destino – Drehbuch und Storyboard zusammen mit Salvador Dalí; realisiert 2003
- 1950: Cinderella (Cinderella) – Storyboard und Kolorierung
- 1951: Alice im Wunderland (Alice in Wonderland) – Storyboard und Kolorierung
- 1951: Erde, die große Unbekannte (Nature’s Half Acre) – Animationseffekte
- 1953: Peter Pan (Peter Pan) – Storyboard und Kolorierung
- 1953: Die Wüste lebt (The Living Desert) – Animationseffekte
- 1954: 20.000 Meilen unter dem Meer (20000 Leagues Under the Sea) – Bühnenbild und Animationseffekte
- 1954: Disneyland: The Disneyland Story – Autor
- 1959: Donald in Mathmagic Land – Storyboard
- ab 1965: Autor diverser TV-Produktionen, in denen er teilweise selbst auftrat: Disneyland: Disneyland 10th Anniversary (1965), Walt: The Man Behind the Myth (2001), The Making of 20000 Leagues Under the Sea (2003)

## Veröffentlichungen
- Walt Disney’s Magnificent Mr. Toad mit Walt Disney (Autor), Grosset and Dunlap 1949
- Walt Disney’s Peter Pan mit Al Dempster, Simon & Schuster, 1952
- Designing Disney: Imagineering and the Art of the Show: The Art of Color, Character, and Show mit Peggy Van Pelt (Autor); Disney Editions, 2001, ISBN 0-7868-5406-5